# Marco Claudio Marcelo (cónsul 183 a. C.)
Marco Claudio Marcelo (en latín: Marcus Claudius Marcellus) fue un magistrado romano, probablemente hermano del cónsul del año 196 a. C. Marco Claudio Marcelo, a pesar de llevar el mismo prenombre. 

## Carrera política
Fue probablemente pretor en el año 185 a. C., aunque su nombre está escrito en muchas de las ediciones y manuscritos de Tito Livio como Marcellinus. 
Cónsul en 183 a. C. junto con Quinto Fabio Labeón y les fue asignada Liguria como provincia consular, pero Marcelo se dirigió principalmente contra los galos que habían cruzado los Alpes y se habían establecido en la zona de Aquileia, y que fueron derrotados y obligados a marchar por donde habían venido. 
Después Marcelo llevó sus fuerzas a Istria, pero no hizo gran cosa y finalmente volvió a Roma para dirigir los comicios.
Ocupó el cargo sacerdotal de decemvir sacrorum, y murió en el año 169 a. C..